# Comuna Tomașivka, Fastiv
Tomașivka (în ucraineană Томашівка) este o comună în raionul Fastiv, regiunea Kiev, Ucraina, formată din satele Iaroșivka și Tomașivka (reședința).

## Demografie
Componența lingvistică a comunei Tomașivka
     Ucraineană (98,61%)
     Alte limbi (1,26%)
Conform recensământului din 2001, majoritatea populației comunei Tomașivka era vorbitoare de ucraineană (98,61%), existând în minoritate și vorbitori de alte limbi.